# ラウジャア
ラウジャア（学名：Ravjaa）は、モンゴル国南東部に分布するバインシレ層から化石が産出した、後期白亜紀に生息したゼレステス科の哺乳類の属。2025年に新属新種として記載・命名されたタイプ種であるラウジャア・イシイイ（Ravjaa ishiii）が知られる。歯の形状に基づき、当時の被子植物を摂食していたと見られる。

## 発見と命名
ラウジャア・イシイイのタイプ標本MPC-M 100s/001は岡山理科大学とモンゴル科学アカデミー古生物学研究所との共同化石発掘調査中に発見された。当時調査チームはモンゴル国ドルノゴビ県に所在するバインシレ産地の露頭で発掘を行っており、漣痕やカリーチのノジュールまたは砕屑物を伴う淘汰の良い砂岩層から本標本を発見した。当該の層準はバインシレ層に属し、Okoshi et al. (2025)はその地質年代を上部白亜系のセノマニアン階からサントニアン階としている。
Okoshi et al. (2025)により新属新種として命名された。属名Ravjaaはドルノゴビ地域における19世紀の高僧Dulduityn Danzanravjaa (en) に由来し、男性の氏名であることから男性形と見なされる。タイプ種ラウジャア・イシイイの種小名ishiiiは林原自然科学博物館の元館長であった石井健一への献名である。

## 特徴
ラウジャア・イシイイのタイプ標本MPC-M 100s/001は長さ1センチメートル程度の右歯骨の一部である。歯骨は歯を伴って保存されており、破損した最後部小臼歯、破損した第1大臼歯、保存の良好な第2および第3大臼歯が確認されている。またコンピュータ断層撮影では下顎管やオトガイ孔後側部などの構造が可視化されている。歯の形状は種子や果実を摂食する現生の哺乳類と類似しており、後期白亜紀の時点で当時の哺乳類が被子植物を食餌として利用していたことが考えられている。
ラウジャア・イシイイの固有派生形質として、浅い咬筋窩を伴う明瞭なcoronoid crest、背側縁が窪んだ歯槽、完全に欠如した唇側下顎孔、唇側から見て歯骨の背腹高の約70%に達する高さを持つ第2大臼歯の歯冠が挙げられる。

## 古環境
ラウジャアが属するゼレステス科の化石はヨーロッパ、中央アジア、日本列島、北アメリカ大陸と汎世界的に産出していたが、モンゴルのような東アジア内陸部での産出例は報告されていなかった。ラウジャア・イシイイはモンゴルから報告された最初のゼレステス科哺乳類であり、同科が大陸内陸部にも分布していたことが明らかになった。バインシレ層は側方連続性が弱く堆積構造の発達しない下部が網状河川、側方連続性があり堆積構造の発達する中部～上部が蛇行河川に起因する河川堆積物で構成された地層とされ、風成堆積物が主体であるバルンゴヨット層やジャドフタ層ほど乾燥気候でなかったと推測されている。ラウジャアは水資源の利用が平易な環境ゆえに内陸部まで進出していたと推測されている。
バインシレ層は多数の脊椎動物化石が産出しており、哺乳類をはじめとする小型動物相の理解は進んでいないものの、ラウジャアの他に後獣類のツァガンデルタや真獣類のBayshinoryctesが報告されている。恐竜ではハドロサウルス上科の植物食恐竜であるゴビハドロスが2019年に報告されており、2025年にラウジャア・イシイイが記載された際にはゴビハドロスと共存したイメージ図が公開されている。